# 琴参バス
琴参バス株式会社（ことさんバス）は、香川県中・西部で乗合バス・貸切バスを運行する企業。香川県東部の同業者である大川自動車（大川バス）の完全子会社である。経営危機に陥った琴平参宮電鉄からバス事業を分離するため新旧分離により設立した企業で、これにより琴平参宮電鉄との資本関係はなくなった。
なお、商号が類似するタクシー・貸切バス事業者の琴参タクシー株式会社は、旧法人は琴平参宮電鉄の子会社であったが破産し、現法人は貸切バス事業者の西讃観光（本社：観音寺市）が完全子会社として新たに設立したもので、旧法人・現法人ともに現在の琴参バスとは資本・人材関係はない。
2018年10月26日、ウェブサイト上でバス運行状況を検索できるバスロケーションシステム「バスきよん?」をリリースした。名称は四国弁で「来ますか?」を意味する「来よん?」に由来する。
デジタル乗車券の販売も開始しており、「バスで行ける！与島・鍋島灯台へ」往復企画乗車券は「RYDE PASS」アプリで購入可能となっている。

## 沿革
- 2008年12月8日 - 琴平参宮電鉄の完全子会社でバス事業譲渡の準備会社として設立。資本金100万円。
- 2009年
  - 3月31日 - 琴平参宮電鉄のバス事業を会社分割により承継、大川自動車に全株式が譲渡される。
  - 4月1日 - 営業開始。資本金を3,000万円に増資。
- 2013年1月20日 - 本社・丸亀営業所を、それまでの丸亀市蓬莱町56番地3から、丸亀市土器町北2丁目77番地へ移転。

## 本社・営業所
- 本社・丸亀営業所 - 香川県丸亀市土器町北2丁目77番地
- 琴平営業所 - 香川県善通寺市大麻町32番地
- 坂出営業所 - 香川県坂出市昭和町二丁目611番地83

## 現行路線

### 一般路線

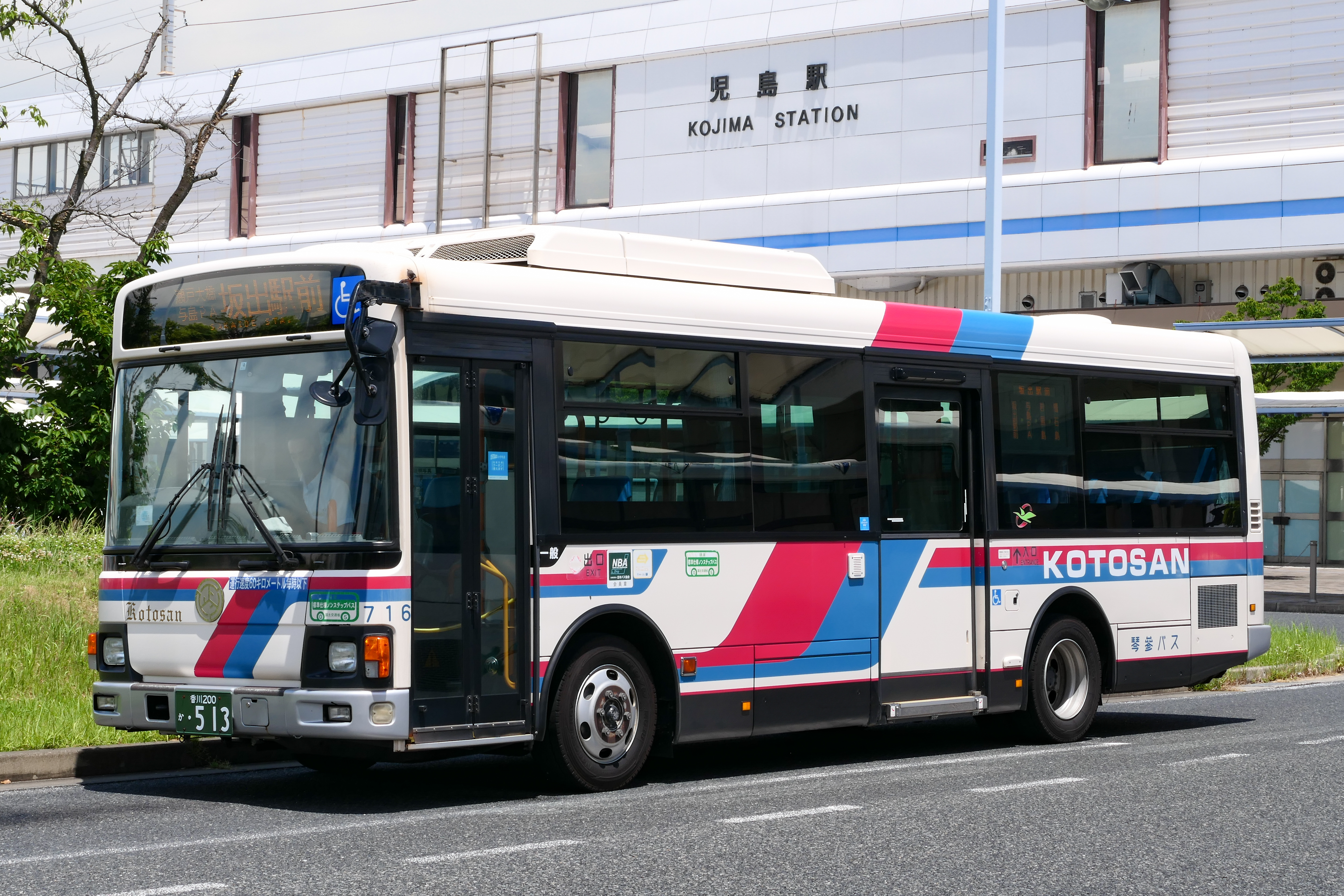
一般路線バス
（児島駅前）

琴平線
丸亀駅 - 丸亀通町 - 城西高校 - 原田南口 - 善通寺赤門口 - 尽誠学園前 - 琴平案内所 - 琴電前 - 琴平駅前
- 全便土休日運休。

美合線
琴平案内所 - 琴電前 - 琴平駅前 - 榎井 - まんのう町役場前 - 長炭橋 - ビレッジ美合前 - 落合橋 - 三角 - 川奥
琴平案内所 - 琴電前 - 琴平駅前 - 榎井 - まんのう町役場前 - 長炭橋 - ビレッジ美合前 - 落合橋 - 下福家
炭所線
琴平案内所 - 琴電前 - 琴平駅前 - 榎井 - 町代 - 長炭橋 - 広袖
島田線
坂出営業所 - 坂出駅前 - 川津 - 島田 - 富士見坂団地前
- 全便休日運休。

岡田線
坂出営業所 - 坂出駅前 - 川津 - 島田 - 琴電岡田駅前 - 打越 - ニューレオマワールド
- 全便休日運休。

坂出・綾川線
一般路線扱いだが、実際は綾川町による実証実験運行。
富熊西沖 - 端（綾川町役場前）（平日）
- 以前は富士見坂団地前で島田線に接続していたが、2017年10月1日より富熊西沖で接続している。

坂出駅 - 川津 - 島田 - 富熊西沖 - 端（綾川町役場前）（休日）
- 直通運転ではあるが、運賃は富熊西沖を境に別体系（富熊西沖 - 綾川駅間は100円均一）となり、両区間の運賃を併算する。

王越線
坂出営業所 - 坂出駅前 - 坂出市役所 - 江尻 - 東梶 - 白峰中学校前 - 高屋 - 大屋富 - 王越 - 木沢
- ことでんバス下笠居線の終着が王越から弓弦羽になった際には、本路線が王越 - 大崎 - 弓弦羽間を延長したため、2016年9月30日までは乗り継ぐことができた。
- 2016年10月1日に弓弦羽バス停、2018年10月1日に大崎バス停がそれぞれ廃止された。

坂出営業所 - 坂出駅前 - 坂出市役所 - 江尻 - 川尻橋 - 米出 - 高屋 - 大屋富 - 大屋富北
瀬戸大橋線
坂出駅前 - 両景橋 - 与島PA  - 浦城 - 与島PA - 岩黒島 - 岩黒集会所 - 櫃石島 - 櫃石 - 櫃石島 - 鷲羽山北 - 児島IC - JR児島駅前
- 2021年4月1日、下電バスの与島第二駐車場 - JR児島駅前の廃止により、JR児島駅前まで路線延長。
- 瀬戸中央自動車道経由。
- 岩黒集会所は坂出駅前行きの2便のみ立ち寄り。
- 2018年4月1日に下電バスの停留所名称が一部変更された。その後、同年10月1日に琴参バスの停留所名称が変更された。

### 空港連絡バス
高松空港への空港連絡バスを運行している。
丸亀・坂出・空港リムジンバス
丸亀駅 - 宇多津駅南口 - 坂出駅 - 綾川駅 -  高松空港
- 丸亀駅 - 坂出駅間のみの乗車はできない。綾川駅は両方向とも乗車可能（ただし空港発最終便は乗車不可）。

### コミュニティバス

#### 坂出市循環バス

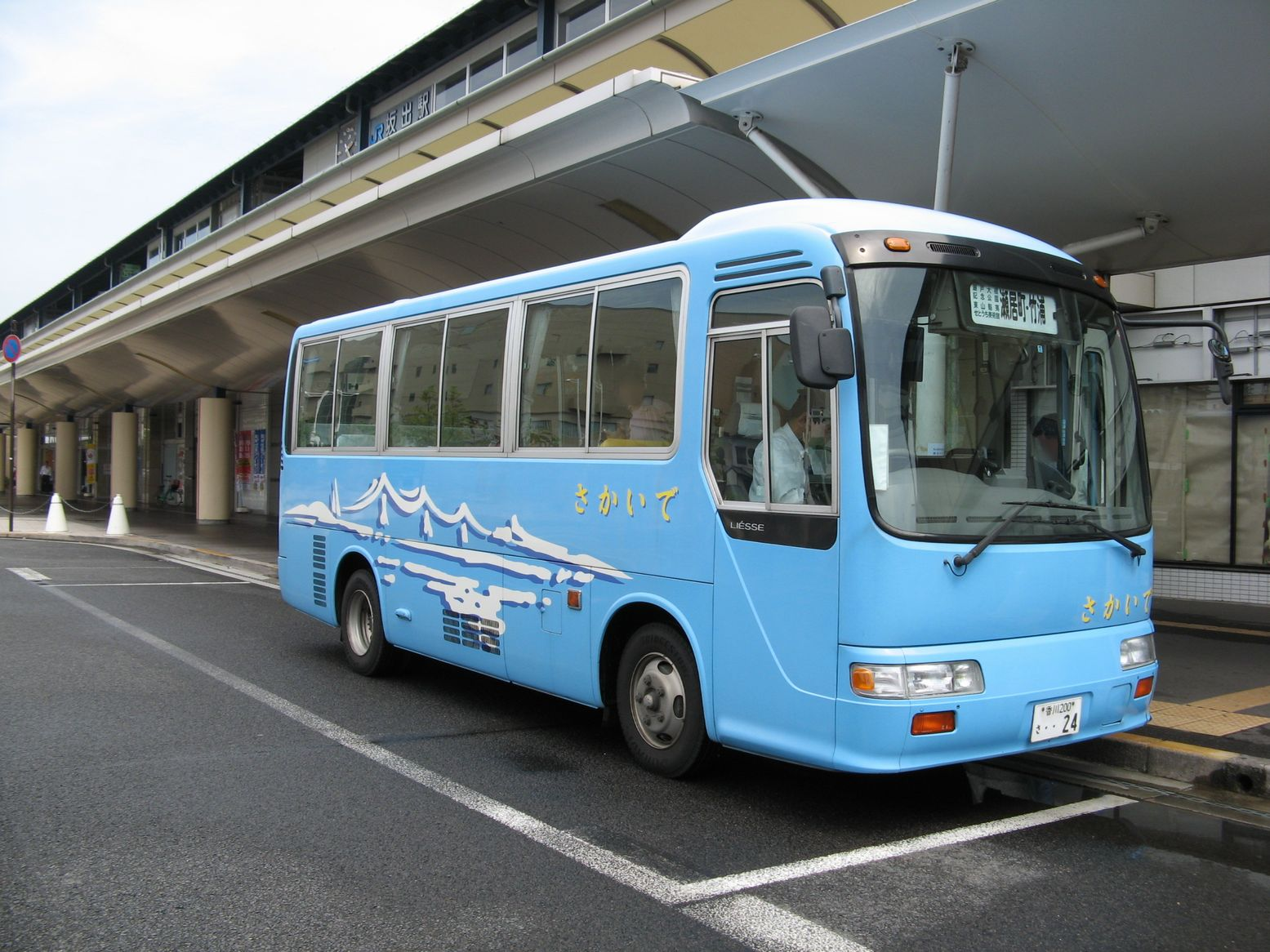
坂出市営バスの専用車両
（日野・リエッセ、坂出駅前）

坂出市のコミュニティバス「坂出市循環バス」を受託運行している。
坂出市からの受託運行路線（自家用有償旅客運送）であった坂出市営バス「瀬居線」については、2023年（令和5年）10月1日より、坂出市の公共交通再編により、専用車両の老朽化を理由に琴参バスの一般路線へ変更された。

#### 丸亀コミュニティバス

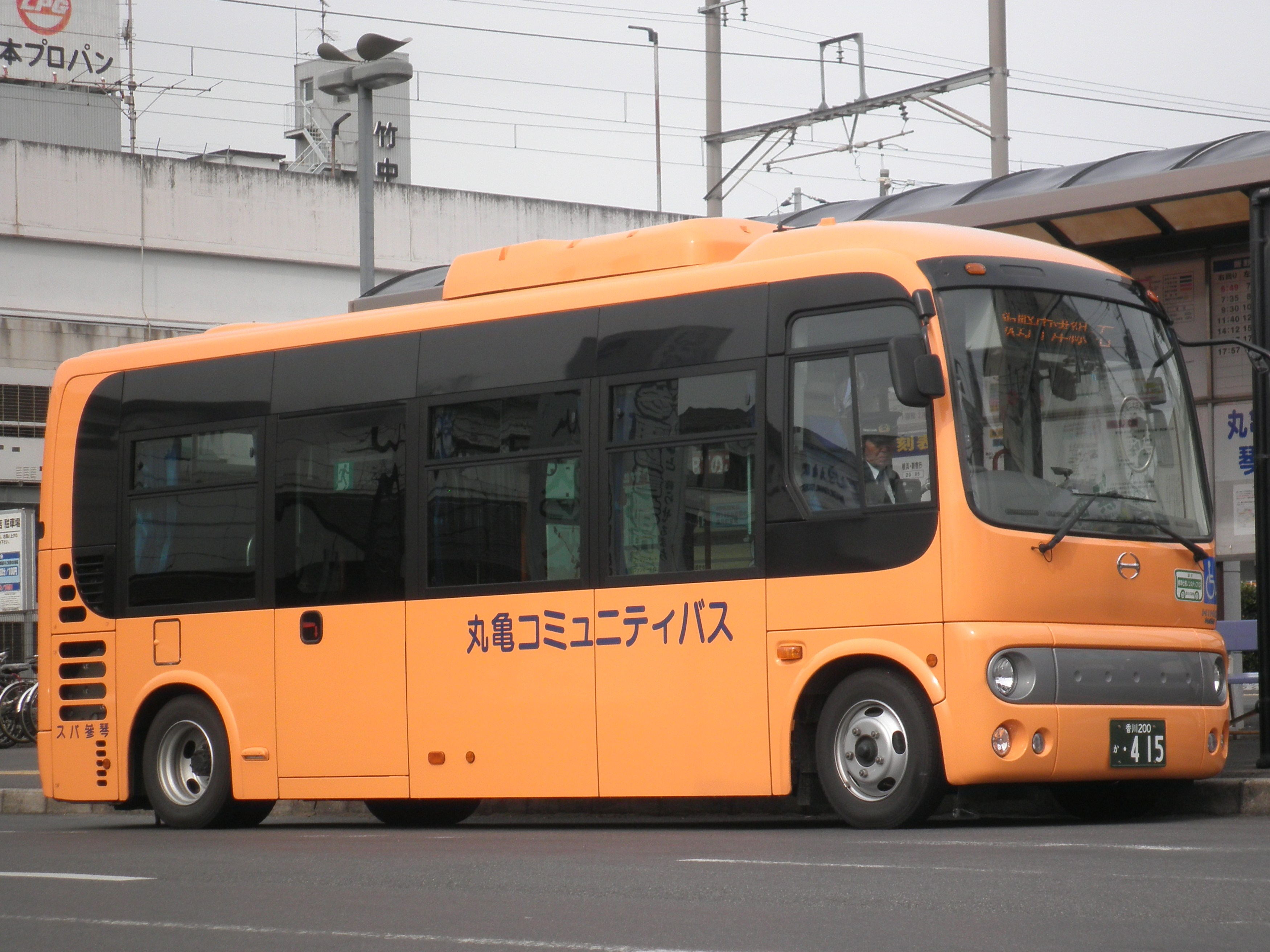
丸亀コミュニティバスの専用車両
（日野・ポンチョ、丸亀駅前）

丸亀市のコミュニティバス「丸亀コミュニティバス」を受託運行している。
特定のバス停留所で乗り換えが可能である。
丸亀垂水線（右回りと左回りの循環）
丸亀港 - 丸亀駅前 - 丸亀通町 - 労災病院 - 高津団地 - 春日の辻 - ふれあい会館 - 垂水橋 - 垂水ふれあいセンター - 一里屋 - 城西高校 - 亀山公園 - 丸亀通町 - 丸亀駅 - 丸亀港（循環）
丸亀西線
丸亀東線
レオマ宇多津線
宇多津駅北口 - 宇多津ビブレ前 - 競艇場口- 丸亀港 - 丸亀駅前 - 丸亀通町 - 労災病院 - 南中学校前 -  春日の辻 - 飯山総合学習センター - 島田 - 富士見坂団地 - 琴電栗熊駅 - 綾歌市民総合センター - 琴電岡田駅 - 打越 - ニューレオマワールド
綾歌宇多津線
宇多津駅南口 - 蓬莱橋 - 労災病院 - 丸亀通町 - 丸亀駅前 - 亀山公園 - 城西高校 - 一里屋 - 郡家郵便局 - ふれあい会館 - 南コミュニティセンター - 四反池 - 琴電岡田駅 - 綾歌保健福祉センター - 綾歌市民総合センター
飯野中津線（廃止）
丸亀通町 - 丸亀駅前 - 丸亀港 - うちわの港ミュージアム - 動物園前 - 労災病院 - 土器団地 - ふれあいセンターいいの - 飯山総合学習センター - 春日の辻 - 郡家東 - 一里屋 - 田村団地 - スポーツセンター - 天満屋ハピータウン - 丸亀スタジアム - ボートピア丸亀 - 田村団地 - イオンタウン - 丸亀通町 - 丸亀駅 - 丸亀港（循環）